# Callona rutilans
Callona rutilans là một loài bọ cánh cứng trong họ Cerambycidae.